# Georg Schreyögg (Ökonom)
Georg Schreyögg (* 14. November 1946 in München; † 30. November 2021 in Berlin) war ein deutscher Wirtschaftswissenschaftler und Professor für Betriebswirtschaftslehre, insbesondere Organisation und Führung, an der Freien Universität Berlin.

## Leben und Wirken
Nach Abitur und Wehrdienst studierte Georg Schreyögg an der Wirtschafts- und Sozialwissenschaftlichen Fakultät der Friedrich-Alexander-Universität Erlangen-Nürnberg Wirtschaftswissenschaften und schloss dies 1972 als Diplom-Kaufmann ab.
1977 promovierte er mit einer konzeptionellen Arbeit zum Thema Umwelt, Technologie und Organisationsstruktur, innerhalb welcher er eine Analyse und Kritik der Kontingenztheorie vornahm.  Die Habilitation erfolgte – wie die Promotion – bei Horst Steinmann an der FAU Erlangen-Nürnberg im Jahr 1983 zum Thema Unternehmensstrategie – Grundfragen einer Theorie der strategischen Unternehmensführung. Die Ehrendoktorwürde wurde Schreyögg im Jahr 2014 von der Karl-Franzens Universität Graz verliehen.
Von 1985 bis 1986 war er Professor für Controlling an der Otto-Friedrich-Universität Bamberg und von 1986 bis 1994 Professor für Organisation und Planung an der Fernuniversität in Hagen. Danach ist er seither am Management-Department an der Freien Universität Berlin tätig.
Zu seinen Arbeitsgebieten und Forschungsschwerpunkten gehören unter anderem die Strategische Unternehmensführung, Personalmanagement, Organisationstheorie, Unternehmensverfassung, Unternehmensethik und Wissenschaftstheorie.
Auf Initiative von Schreyögg befasste sich der Verband der Hochschullehrer für Betriebswirtschaft ab dem Jahr 1999 mit der Aufarbeitung der Schicksale jener betriebswirtschaftlicher Hochschullehrer, welche durch den Nationalsozialismus verfolgt oder durch diesen zu Schaden gekommen waren. Für sein großes Engagement hat ihn der VHB 2017 als Ehrenmitglied ausgezeichnet.
In den Jahren 2005–2006 war er Vorsitzender des Verbandes der Hochschullehrer für Betriebswirtschaft. Er leitete das von der DFG von 2008 bis 2014 geförderte Graduiertenkolleg Pfade organisatorischer Prozesse. Von 1996 bis 2001 war er Co-Editor der Zeitschrift Organization Studies und von 1994 bis 2010 Mitherausgeber der Managementforschung.
2018 wurde die Ernennung von Schreyögg zum Ehrenmitglied der EGOS bekanntgegeben. Die Laudatio hielt Jörg Sydow.
Georg Schreyögg starb Ende November 2021 im Alter von 75 Jahren.

## Monografien
- mit Horst Steinmann und Michael Heinrich: Theorie und Praxis selbststeuernder Arbeitsgruppen, Köln 1976
- mit Horst Steinmann & B. Zauner: Arbeitshumanisierung für Angestellte. Job-Enrichment im Verwaltungs- und Dienstleistungsbereich, Stuttgart u. a. 1978
- Umwelt, Technologie und Organisationsstruktur. Eine Analyse des kontingenztheoretischen Ansatzes,  Bern und Stuttgart 1978 (zuletzt: 3. Auflage 1995)
- Unternehmensstrategie – Grundfragen einer Theorie der strategischen Unternehmensführung, Berlin und New York 1984 (Neudruck 1993), ISBN 978-3-11-014136-8.
- mit Horst Steinmann: Management. Grundlagen der Unternehmensführung. Konzepte – Funktionen – Fallstudien, Wiesbaden 1990 (ab 7. Auflage 2013 zusammen mit Jochen Koch, zuletzt: 8. Auflage 2020), ISBN 978-3-658-26513-7.
- mit Walter A. Oechsler und  Hartmut Wächter: Managing in a European Context. Human Resources – Corporate Culture – Industrial Relations. Text and Cases Wiesbaden 1995, ISBN 978-3-409-12165-1.
- Organisation – Grundlagen moderner Organisationsgestaltung, mit Fallstudien, Wiesbaden 1996 (ab 6. Auflage 2016 zusammen mit Daniel Geiger, zuletzt: 6. Auflage 2016), ISBN 978-3-8349-4484-9.
- mit Robert Dabitz: Unternehmenstheater Formen – Erfahrungen – Erfolgreicher Einsatz, Wiesbaden 1999, ISBN 978-3-409-11480-6.
- mit Jochen Koch: Grundlagen des Managements. Basiswissen für Studium und Praxis, Wiesbaden 2007 (zuletzt: 3. Auflage 2014), ISBN 978-3-658-06749-6.
- Grundlagen der Organisation. Basiswissen für Studium und Praxis, Wiesbaden 2012 (zuletzt: 2. Auflage 2016), ISBN 978-3-658-13958-2.
- mit Martina Eberl: Organisationale Kompetenzen. Grundlagen – Modelle – Fallbeispiele, Stuttgart 2015, ISBN 978-3-17-022150-5.